# Vino Nobile di Montepulciano
Il Vino Nobile di Montepulciano è un vino rosso a DOCG prodotto a Montepulciano in provincia di Siena. Non va confuso con il Montepulciano d'Abruzzo DOC, che è prodotto con un altro vitigno

## Zona di produzione
La zona di produzione delle uve ricade in parte nel territorio del comune di Montepulciano.

## Storia
L'antichità della viticoltura a Montepulciano è testimoniata da una kylix, tazza da vino rinvenuta nel 1868 in una tomba etrusca nei pressi della città.
In un documento del 789 citato da Emanuele Repetti nel Dizionario Geografico Fisico Storico della Toscana, il chierico Arnipert offre alla Chiesa di San Silvestro a Lanciniano un vigneto situato nel castello di Policiano.
Un altro documento del 17 ottobre 1350 stabilisce le clausole per il commercio e l'esportazione di un vino prodotto nel distretto di Montepulciano.
Intorno alla metà del 1500 Sante Lancerio, cantiniere di papa Paolo III Farnese, celebrava il Montepulciano «perfettissimo tanto il verno quanto la state odorifero, polputo, non agrestino, né carico di colore, sicchè è vino da Signori». La vocazione a bevanda di lusso è testimoniata dal viaggio compiuto nel 1669 da una delegazione inglese nel Granducato di Toscana per procurare alla corte inglese i vini locali di Moscadello Prugnolo gentile.
Infine nel 1685 il Vino Nobile di Montepulciano viene citato anche dal poeta Francesco Redi il quale, oltre ad elogiarlo nell'opera Bacco in Toscana (Montepulciano d'ogni vino è il Re!), scrisse un'ode al Conte Federico Veterani dedicata esclusivamente all'elogio delle grandi qualità di questo vino.
Il nome "Vino Nobile" si trova per la prima volta in un documento del settembre 1787, quando il Governatore del Conservatorio di San Girolamo consegnò in omaggio "28 fiaschi di Vino Nobile" al Conservatorio di Firenze.
A 1828 risale la prima spedizione del Vino Nobile in America via nave, come riportato dal Giornale Agrario della Toscana, edito dall’Accademia dei Georgofili.
Dumas, nel romanzo "Il Conte di Montecristo", scritto fra il 1844 ed il 1846, afferma che con la cacciagione … «un fiasco di vino di Montepulciano dovevano completare il pranzo.»
Nel 1882 viene istituita una Scuola pratica di Agricoltura e tuttora è attivo un Istituto Tecnico Agrario al confine con il vicino comune di Cortona; nel 1933 la pubblicazione "Vini tipici senesi", a cura di Montanari e Musiani, presenta una dettagliata descrizione delle tecniche di produzione del Vino Nobile Di Montepulciano, molto simile agli odierni disciplinari.
il nome "Vino Nobile di Montepulciano" fu ripreso da Adamo Fanetti, che in occasione della partecipazione della Cantina Fanetti alla Mostra Mercato dei vini svoltasi a Siena, scrisse di proprio pugno l'etichetta, la cui grafia fu in seguito ripresa dalle altre cantine. Fino al 1930 e oltre, il vino si chiamava ufficialmente “Vino rosso scelto di Montepulciano” ma il tenace Adamo aveva il pallino di denominare quello che produceva lui con l'appellativo di Nobile. Nel 1925, egli produsse circa 30 quintali di Vino Nobile, quasi tutto imbottigliato e venduto a due lire la bottiglia. Il successo delle Cantine Fanetti invogliò altri viticoltori a produrre il rosso di Montepulciano, finché nel 1937 viene fondata la Vecchia Cantina di Montepulciano con l'intento di creare una struttura per la commercializzazione del vino prodotto anche dai piccoli coltivatori.
Infine nel 1965 nasce il Consorzio dei produttori del Vino Nobile.

## Tecniche di produzione
I vigneti iscritti allo schedario viticolo del Vino Nobile di Montepulciano possono anche essere iscritti allo schedario della DOC Rosso di Montepulciano, verso la quale è consentito il declassamento.
Le operazioni di vinificazione e di invecchiamento devono essere effettuate nel territorio del comune di Montepulciano; sono tuttavia consentite fuori zona di produzione per le aziende che abbiano le strutture di vinificazione in prossimità del confine comunale  e comunque a distanza non superiore a m. 3.800 in linea d'aria, ad esclusione del vino con menzione "riserva".
Il vino deve essere sottoposto ad un periodo di maturazione di almeno due anni, a partire dal 1° gennaio successivo alla vendemmia; è lasciata a discrezione dei produttori la scelta di tre tecniche: 24 mesi nel legno, 18 mesi minimo in legno e i restanti mesi in altro recipiente, 12 mesi minimo in legno più 6 mesi minimo in bottiglia più i restanti mesi in altro recipiente. È consentito miscelare annate diverse per migliorare il prodotto.
Le bottiglie devono essere di tipo bordolese, di vetro scuro e chiuse con tappo di sughero raso bocca. In etichetta deve sempre figurare l'indicazione dell'annata di produzione delle uve e può essere utilizzata la menzione "vigna".

## Disciplinare
La DOC è stata approvata con DPR 12.07.1966 GU 19.09.1966

La DOCG è giunta con DPR 01.07.1980 GU 47

Successivamente il disciplinare ha subito le seguenti modifiche:
- DM 14.06.1989 GU 258
- DM M 01.07.1996 GU 163
- DM 27.07.1999 GU 185
- DM 09.11.2010 GU 280
- DM 30.11.2011 G.U. 295

La versione in vigore è stata approvata con DM 07.03.2014 pubblicato sul sito ufficiale del Mipaaf.

## Tipologie

### Vino Nobile di Montepulciano
| versioni                       | vino base | riserva |
| uvaggio                        | Sangiovese1 minimo 70%; altri vitigni a bacca nera minimo 25%, a bacca bianca massimo 5%; unico aromatico concesso: Malvasia bianca lunga. | Sangiovese1 minimo 70%; altri vitigni a bacca nera minimo 25%, a bacca bianca massimo 5%; unico aromatico concesso: Malvasia bianca lunga. |
| titolo alcolometrico minimo    | 12,50% vol. | 13,00% vol. |
| acidità totale minima          | 4,50 g/l. | 4,50 g/l. |
| estratto secco minimo          | 23,00 g/l | 23,00 g/l |
| resa massima di uva per ettaro | 80 q. | 80 q. |
| resa massima di uva in vino    | 70% | 70% |
| invecchiamento                 | 2 anni | 30 mesi in cantina e 6 mesi in bottiglia                                                                                                   |

#### Caratteristiche organolettiche
Tipiche del Sangiovese sono l'intensa colorazione e la complessità dei profumi, che nel Vino Nobile si esprimono con note olfattive fruttate di prugna rese più complesse dai lunghi periodi di affinamento, che aggiungono sensazioni terziarie di vaniglia, liquirizia e tabacco. La tradizionale tannicità  del Sangiovese e la nota di freschezza residua vengono ingentilite dalla morbidezza provocata dall'affinamento e dalla struttura decisamente piena.

#### Abbinamenti consigliati
Cibi strutturati ricchi di salse, in particolar il fondo bruno e il demi-glace che conferiscano succulenza; abbinamenti perfetti sono le selvaggine, gli stracotti e i brasati, specialmente se di cinghiale, faraona o anatra ma anche arrosti di vitello e suino. Sensazionale anche con primi piatti ricchi di condimenti come i Pici al ragù e le pappardelle toscane.